# Liste der Naturdenkmale in Gerhardsbrunn
Die Liste der Naturdenkmale in Gerhardsbrunn nennt die im Gemeindegebiet von Gerhardsbrunn ausgewiesenen Naturdenkmale (Stand 2. April 2013).

## Naturdenkmale
| Nr.         | Bezeichnung        | Lage                                   | Beschreibung                              | Bild                                    |
| ----------- | ------------------ | -------------------------------------- | ----------------------------------------- | --------------------------------------- |
| ND-7335-277 | Eiche am Scharrhof | südöstlich des Ortes am Scharrhof Lage | Quercus petraea, 22 m hoch, weit sichtbar | Direkt Bild zu diesem Denkmal hochladen |